# Marc Edwards
Marc Edwards (New York, 23 juli 1949) is een Amerikaanse jazzdrummer van de freejazz, die heeft gespeeld en opgenomen met artiesten als Cecil Taylor, Charles Gayle en David S. Ware. Zijn invloeden zijn onder meer Charlie Parker en Buddy Rich. Momenteel speelt hij met een project met Weasel Walter en met zijn eigen band Marc Edwards Slipstream Time Travel, een afrofuturistisch freejazzensemble. Veel van zijn solowerken hebben een sciencefiction-thema. Hij speelt ook in de band Cellular Chaos, zijn eerste uitstapje naar rockdrummen.

## Biografie
Edwards groeide op in New York en had aanvankelijk geen interesse in muziek. Hij speelde met verschillende instrumenten, maar het was tijdens de middelbare school, toen hij uit de beroepsopleiding kon komen door drums te spelen, dat hij het instrument voor het eerst bespeelde.
In 1994 keerde Edwards terug naar de muziek na een lange onderbreking. Hij formeerde Slipstream Time Travel en bracht hun eerste plaat Time and Space Vol. 1 uit met de leden Ernest Anderson III, Takuma Kanaiwa, Alex Lozupone, Gene Janas, Alexis Marcelo. Het optreden van deze bezetting tijdens de Dizzy Gillespie Fundraiser van 2012 werd beschreven als een hoogtepunt in het programma van de avond.
Edwards werd geïnterviewd bij WKCR New York na de publicatie van Time & Space, Vol. 1 en Red Sprites & Blue Jets. Het hoogtepunt In de jaren 1970 waren de twee liveoptredens bij het radiostation. Zijn trio met Sabir Mateen en Hilliard Greene trad weer op bij WKCR, net voordat hij speelde op het door Knitting Factory gesponsorde Texaco Jazz Festival in 1997.
In 2013 droeg Marc Edwards een versie van Amazing Grace bij aan een benefietalbum om geld in te zamelen voor Donovan Draytons vrijlating uit de gevangenis en zijn proces. Hij bracht ook een cd uit met zijn nieuwe band Sonos Gravis. Het album werd vermeld als #12 in Steve Holtje's Top Jazz-albums van 2013, samen met zijn publicatie Planet X Just Blew Up! met Slipstream Time Travel, die zich op #13 plaatste. The New York City Jazz Record zegt dat Sonos Gravis in feite de conceptuele fusie zou kunnen zijn van het New York Art Quartet, Black Sabbath en Last Exit, hoewel deze muziek, ondanks aanwijzingen die noise en freejazz weerspiegelen, eigenlijk weinig precedent heeft.
Grego Applegate Edwards beschreef zijn publicatie Sakura Sakura uit 2004 als zeer levendige vrije rock, een soort Ascension in het metalcircuit. Hij zei over de publicatie Mystic Mountain in 2015, dat dit misschien wel hun meest anarchistisch opwindende album ooit is.
Edwards speelde jarenlang alleen jazzdrums, maar sinds kort ook rock en punk.

## Discografie

### Als leader
- Alpha Phonics presents Marc Edwards – Time And Space Vol 1
- 1991: Marc Edwards Quartet – Black Queen[13]
- 1997: Marc Edwards Trio – Red Sprites and Blue Jets (featuring Sabir Mateen)
- 2007: Marc Edwards and Slipstreams Time Travel – Ode to a Dying Planet (Ayler Records)
- 2007: Marc Edwards and Slipstream Time Travel – 12 Votes!
- 2007: Marc Edwards and Slipstream Time Travel – Ion Storm
- 2013: Marc Edwards and Slipstream Time Travel – Planet X Just Blew Up![14]
- 2013: Marc Edwards and Sonos Gravis – Holographic Projection Holograms[15]
- 2013: Marc Edwards – Sakura Sakura (3 variaties)[10][16][17]
- 2015: Mystic Mountain: Trouble In The Carina Nebula (Jazt Tapes CD-057)
- 2016: There's A Problem In The Keyhole Nebula[18] (Jazt Tapes CD-062)

### Als sideman
- 1976: Cecil Taylor – Dark to Themselves
- Charles Gayle – More Live at the Knitting Factory
- 2009: Weasel Walter – Firestorm
- 2009: Marc Edwards Weasel Walter Group - Mysteries Beneath the Planet
- 2010: Marc Edwards Weasel Walter Group - Blood of the Earth
- 2011: Cellular Chaos Demo Live 5.12.11
- 2012: Marc Edwards Weasel Walter Group - Solar Emissions
- 2019: Colin Fisher - Living Midnight

met David S. Ware
- Birth of a Being (HatHut, 1979)
- Passage to Music (Silkheart, 1988)
- Great Bliss, Vol. 1 (Silkheart, 1991)
- Great Bliss, Vol. 2 (Silkheart, 1991)
- Flight of I (DIW/Columbia 1992)
- Birth Of A Being [Expanded] (AUM Fidelity, 2015)

## Andere projecten
- 2019: Marc Edwards Guillaume Gargaud - Black Hole Universe